# Елизаветовка (Юрьевский сельский совет)
Елизаветовка (укр. Єлизаветівка, рум. Gura Văilor) — село, относится к Тарутинскому району Одесской области Украины. Расположено у государственной границы Молдавии и Украины. Протекает река Чага, в которую впадает её приток Заколы.
Население по переписи 2001 года составляло 340 человек, в том числе жителей, чей родной язык: украинский 71,47 %, молдавский 15,59 %, русский 6,76 %, болгарский 4,71 %.
Почтовый индекс — 68533. Телефонный код — 4847. Занимает площадь 0,57 км². Код КОАТУУ — 5124789003.

## Местный совет
68533, Одесская обл., Тарутинский р-н, с. Богдановка, ул. Школьная, 30а